# جراحة ترميمية للأعضاء التناسلية
الجراحة الترميمية للأعضاء التناسلية تشير إلى الجراحة التي يتم إجراؤها للأعضاء التناسلية للأطفال الرضع أو الأطفال أو البالغين بغرض إصلاح عيوب خلقية أو تشوهات تشريحية أخرى أو بغرض تحويل الأعضاء التناسلية الطبيعية لأحد الجنسين إلى أعضاء تناسلية تشبه الجنس الآخر.
وغالبًا ما يتم إجراء الجراحة الترميمية لتصحيح تشوهات الأعضاء التناسلية عند الأطفال ولكن يمكن إجراؤها في أي مرحلة عمرية. وتتم مناقشتها بصورة أكثر تفصيلاً في إطار الجراحة الخنوثية.
تتم مناقشة الجراحة الترميمية التي تتم بناءً على طلب من الأشخاص المتحولين جنسيًا أو المتخنثين لتحويل الأعضاء التناسلية الخاصة بأحد الجنسين إلى الأعضاء التناسلية الخاصة بالجنس الآخر في موضع آخر في إطار جراحة تغيير الجنس، على الرغم من أن الكثير قال إن «إعادة بناء الأعضاء التناسلية» هي عبارة أكثر توصيفًا من «تغيير الجنس» لأن الخصائص الأخرى المتعلقة بالجنس تتوافق في كثير من الأحيان مع الجنس المحدد قبل الإجراءات التناسلية.
ويمكن أيضًا إجراء الجراحة الترميمية بناءً على طلب الأشخاص المختونين، أو الأشخاص الذين أصيبوا ببعض الإصابات لتحويل أعضائهم التناسلية إلى الأعضاء التناسلية الطبيعية لجنسهم. وهذه الإجراءات الجراحية تشمل إعادة بناء البظر وإعادة بناء الشفر وإعادة بناء القضيب واستعادة القُلفة.